# Synagoge (Linkuva)

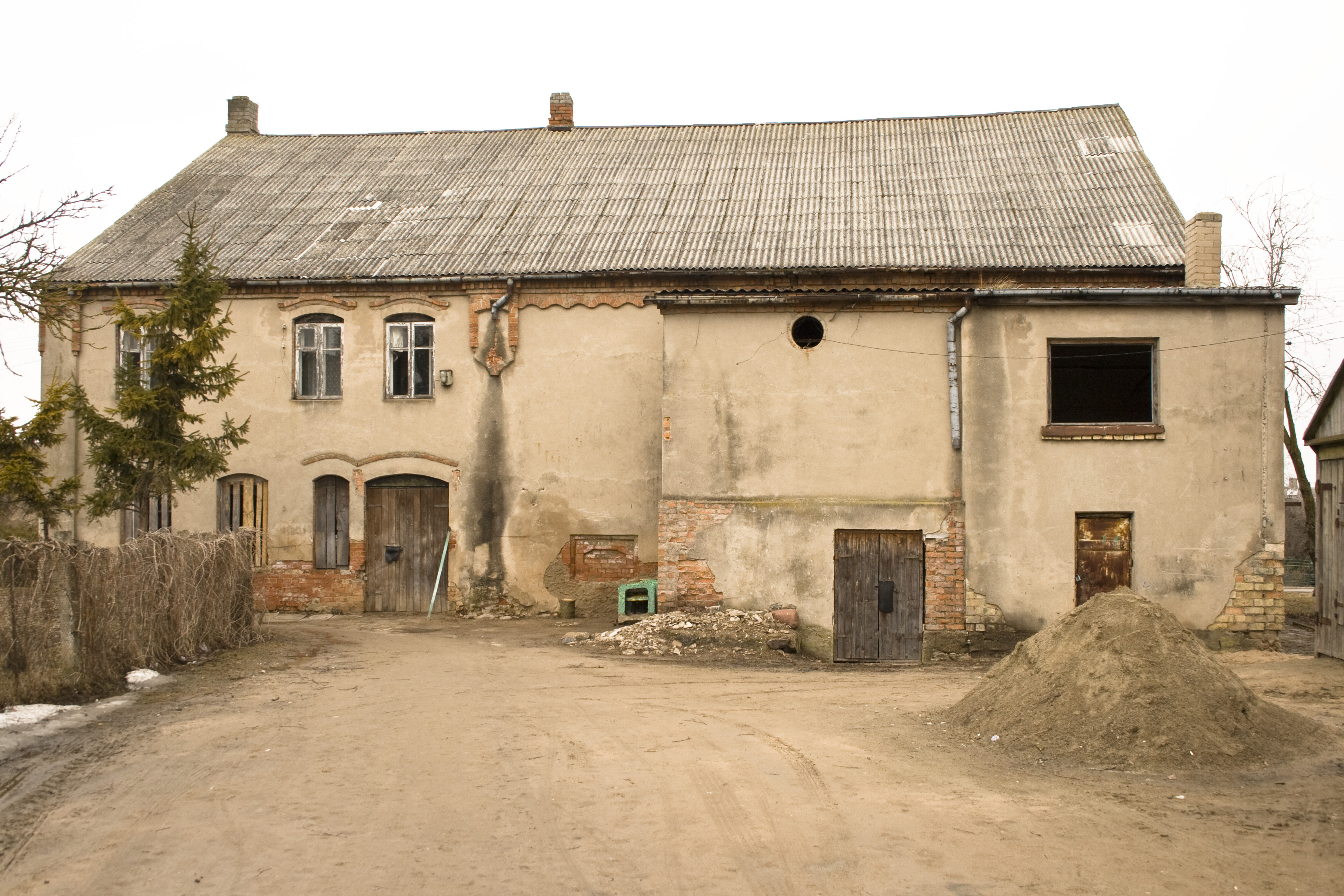
Synagoge in Linkuva (2013)

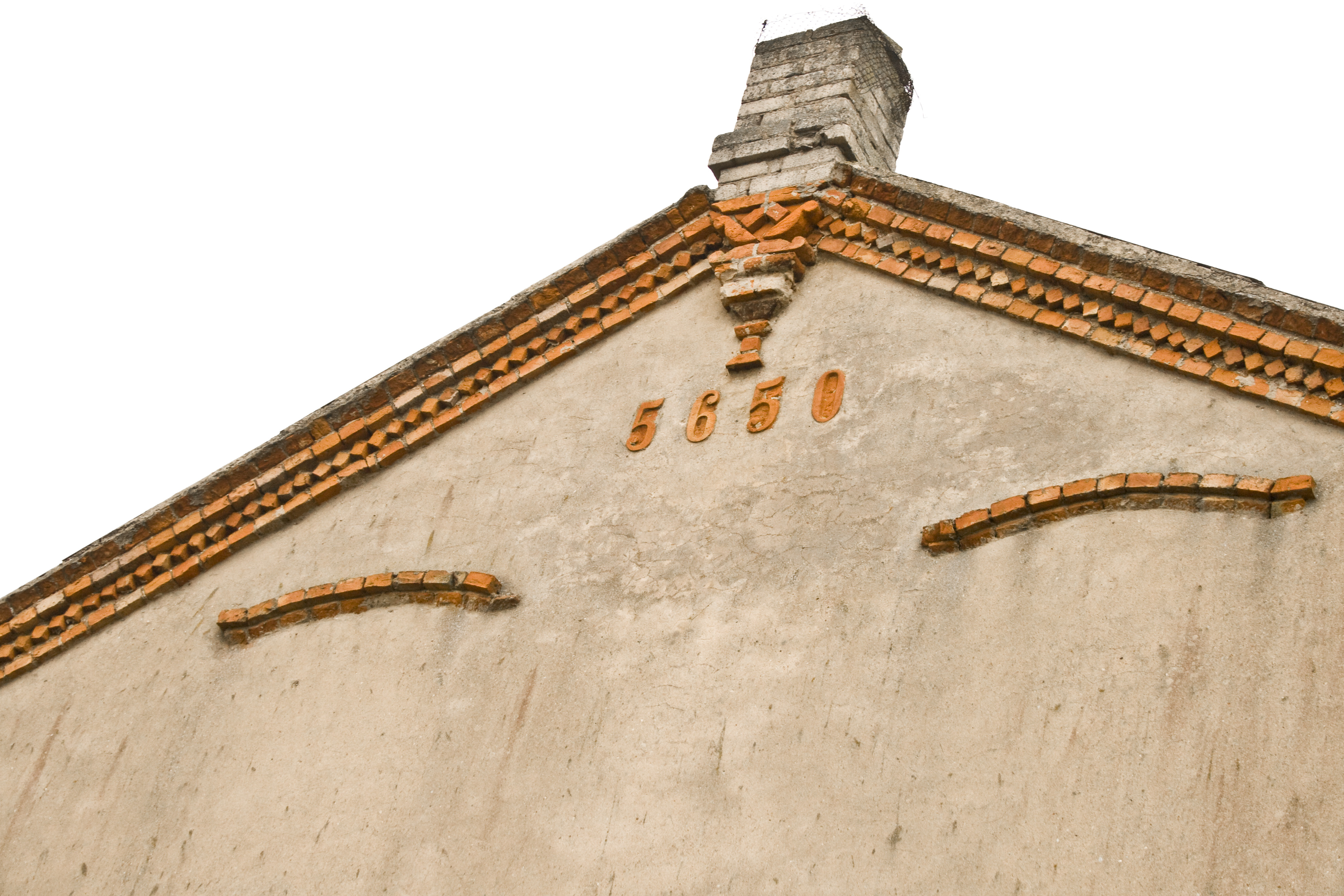
Giebel mit Jahreszahl 5650 des jüdischen Kalenders (1889/90)

Die Synagoge in Linkuva, einer Stadt in der Rajongemeinde Pakruojis in Litauen, wurde 1890 errichtet.
Die profanierte Synagoge wurde nach dem Zweiten Weltkrieg zu einem Kino umgebaut, das inzwischen wieder geschlossen wurde.
Das Gebäude aus Ziegelmauerwerk steht heute leer und verfällt. 